# Barenton-sur-Serre
Barenton-sur-Serre là một xã ở tỉnh Aisne, vùng Hauts-de-France thuộc miền bắc nước Pháp.